# Salvatore Toscano

La sua camera ardente allestita nella Crociera dell'Università Statale di Milano

Salvatore Toscano detto Turi (Acireale, 8 novembre 1938 – 24 marzo 1976) è stato un politico italiano esponente di rilievo del '68.

## Biografia
Aderisce nel 1957 al Movimento giovanile socialista di Catania e fa riferimento all'insegnamento di Rodolfo Morandi. Quando nel 1964 la sinistra socialista fonda il Partito Socialista Italiano di Unità Proletaria (PSIUP), Toscano si impegna per la sua costruzione e consolidamento fino al 1967. Dirige dapprima la Federazione di Crotone e poi quelle di Catanzaro e di Frosinone.
Nell'autunno del 1967 si iscrive alla facoltà di Filosofia dell'Università Statale di Milano dove vive l'esperienza della contestazione studentesca del '68, diviene dirigente del Movimento Studentesco che contribuisce a sviluppare in maniera decisiva e fonda il Movimento Lavoratori per il Socialismo di cui è segretario fino al 1976.
In netta contrapposizione con altri leader della contestazione, sostenne l'importanza della cultura e dello studio, contro la dequalificazione della scuola, contro il "6 politico" e si oppose energicamente alle insorgenti derive del terrorismo.
Morì in seguito a un incidente stradale in Jugoslavia il 24 marzo del 1976. Con il suo nome e in suo onore fu chiamata Brigata Salvatore Toscano il gruppo di volontari di idee di sinistra che sotto quel nome, si dettero un'organizzazione ed intervennero in occasione del terremoto del Friuli del 1976.